# St. Peter und Paul (Gengenbach-Reichenbach)

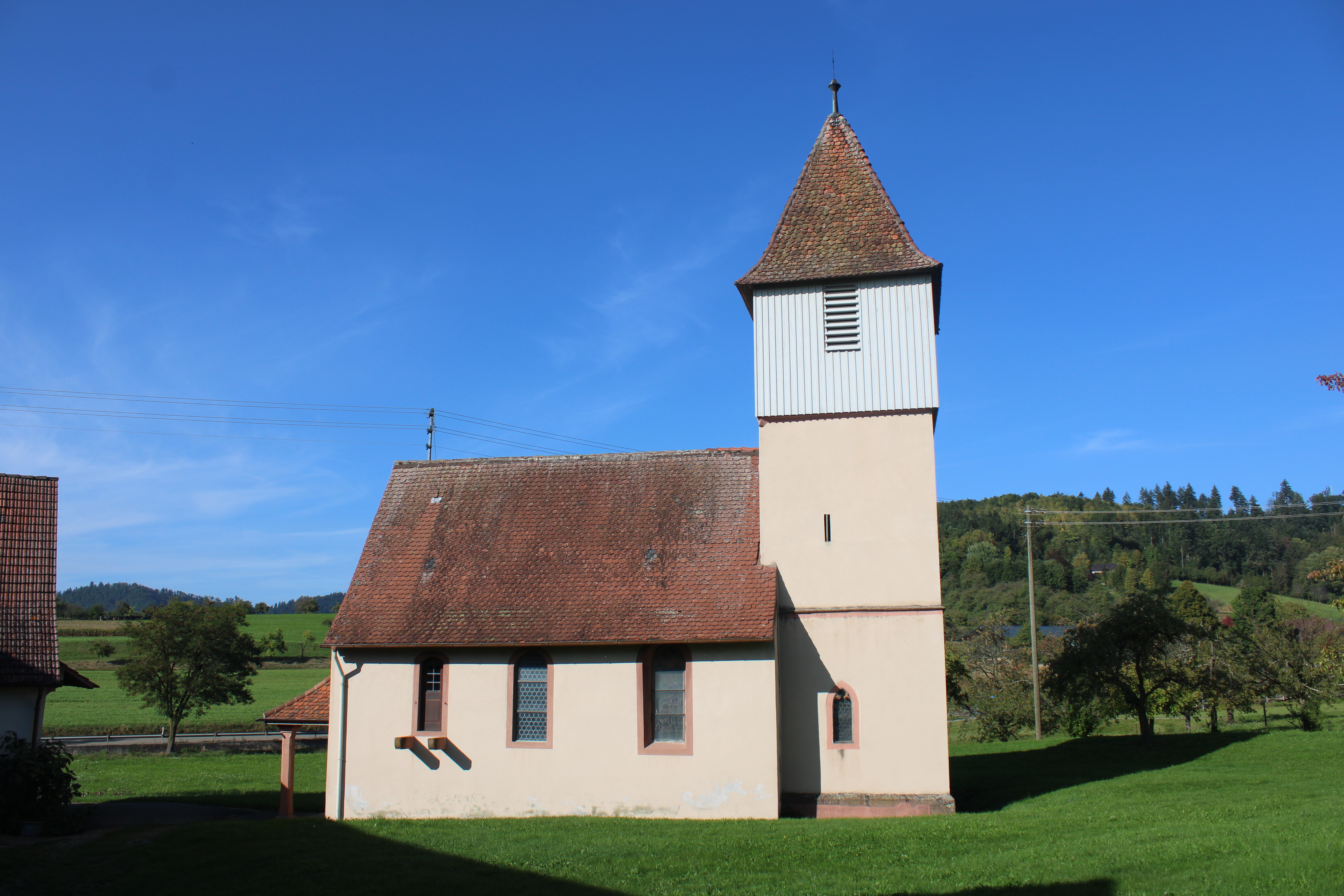
St. Peter und Paul in Reichenbach

Die römisch-katholische Kapelle St. Peter und Paul steht in Reichenbach, einem Ortsteil der Stadt Gengenbach im Ortenaukreis in Baden-Württemberg. Die Kapelle gehört seit der Dekanatsreform am 1. Januar 2008 zum Dekanat Offenburg-Kinzigtal und gehört zudem zur Seelsorgeeinheit Vorderes Kinzigtal St. Primin im Erzbistum Freiburg. Das Bauwerk ist beim Landesamt für Denkmalpflege Baden-Württemberg als Baudenkmal eingetragen.

## Beschreibung
Die im 12. Jahrhundert erbaute Saalkirche hatte ursprünglich eine halbrunde Apsis, die im 14. Jahrhundert durch einen quadratischen Chorturm im Osten des Langhauses ersetzt wurde, in dessen Glockengeschoss drei Kirchenglocken hängen. Die älteste der Glocken kann nur von Hand geläutet werden. Im Westen des Langhauses befindet sich das verdachte Portal. Der Innenraum ist mit Fresken aus dem 15. Jahrhundert geschmückt. Im Chor, also im Erdgeschoss des Chorturms, befinden sich Statuen der Apostelfürsten und des heiligen Martin. Das Gebäude besitzt weder ein Schlagwerk noch über Uhrenzifferblätter.
Das Portalrelief zeigt Christus auf einer Bank thronend, einem knienden Engel, ein Schriftband und dem heiligen Petrus den Schlüssel überreichend. 
Die Passions-Wandmalereien im Inneren stammen aus dem 15. Jahrhundert. 
Ein Fenster zeigt St. Martin bei der Mantelteilung.

## Geschichte
Die Kapelle wurde im 12. Jahrhundert erbaut. Laut Stiftungsurkunden wurden wöchentlich zwei bis drei Messen dort abgehalten. 1443 forderte der Rath von Gengenbach auf, der Abt müsse dafür sorgen, dass in Reichenbach wieder wöchentlich eine Messe stattfindet. Im 15. Jahrhundert wurde die Kapelle im gotischen Stil überarbeitet. Fresken, die wohl bei diesem Umbau eingebaut wurden, schmücken die Kapelle noch heute im Inneren. Ebenfalls könnten bei diesem Umbau Wandmalereien des Passionszyklus entstanden sein, die erst 1923 wieder freigelegt wurden. 1587 wurde ein Kirchhof für die Verstorbenen Bewohner Reichenbachs geschaffen, dieser Bestand bis 1830. Die erste Glocke wurde 1732 von Iohann Baptist Allgeyer in Straßburg gegossen und besteht aus Bronze. 1750 wurde der Altar erneuert. Zwischen 1820 und 1826 fanden in der Kapelle nur neun stille Messen statt. 1925 weihte man eine weitere Glocke ein. 1942 musste man beide Glocken zum Einschmelzen abgeben. Die Glocke von 1732 wurde nach Kriegsende wegen der minderen Legierungsqualität wieder zurückgegeben. 1952 behob man die Glasschäden, welche im April 1945 durch Kriegseinwirkungen entstanden waren. Die zweite und dritte Glocke wurde 1958 von Friedrich Wilhelm Schilling in Heidelberg gegossen und bestehen ebenfalls aus Bronze.
| Gießer              | Gussort    | Gussjahr | Material | ∅ in mm | Kilogramm | Nominal |
| ------------------- | ---------- | -------- | -------- | ------- | --------- | ------- |
| I. Baptist Allgeyer | Straßburg  | 1732     | Bronze   | 480     | ca. 80    | a″+-0   |
| F. W. Schilling     | Heidelberg | 1958     | Bronze   | ca. 500 | 89        | as″+2   |
| F. W. Schilling     | Heidelberg | 1958     | Bronze   | ca. 570 | 100       | f″+-0   |

## Kultur
Jährlich am 29. Juni feiert die Reichenbacher Bevölkerung ihr Patrozinium auf dem „Petersplatz“ vor der Peter-Paul-Kapelle. Der Erlös des Festes fließt in den Erhalt des Gotteshauses.

## Medien
Der Regisseur Jürgen Stumpfhaus drehte in der Kapelle bereits einigen Szenen für seine Filme über Robinson Crusoe und Moby Dick.